# میزراهی ۱۸۹۹۷
سیارک ۱۸۹۹۷ (به انگلیسی: 18997 Mizrahi، نامگذاری:2000RG54) هجده هزار و نهصد و نود و هفتمین سیارک کشف شده‌است که در ۱ سپتامبر ۲۰۰۰ کشف شد.
قدر مطلق سیارک برابر ۱۶.۲ است.